# Yxpila kyrka
Yxpila kyrka ligger i stadsdelen Yxpila i Karleby i Mellersta Österbotten. Den används av Karleby svenska och finska församlingar. 
Kyrkan är ritad av Aarne Nuortila och invigdes år 1968. Den är byggd av rödtegel och har 350 sittplatser. 
Förutom kyrksalen finns det i byggnaden en församlingssal för 100 personer samt möteslokaler och bostäder. 
Orgeln är tillverkad av Kangasala orgelfabrik och har ett 14-faldigt orgelregister.